# アンドレヤン・ザハーロフ
アンドレヤン・ドミートリエヴィチ・ザハーロフ（Андреян Дмитриевич Захаров、Andreyan Zakharov、1761年8月19日 - 1811年9月8日）は、ロシアの建築家。また、建築批評家。建築評論家。
芸術アカデミー出身。1782年から1786年までパリで研修し、ニコラ・ルドゥーの作品に影響を受ける。帰国後は芸術アカデミーで終身まで教鞭をとる。そのかたわらで、数多くサンクトペテルブルク市街の都市計画に関与している。
代表作は海軍省庁舎、シベリア幼年学校・現在のフルンゼ総合兵科専門学校、クロンシュタット・アンドレーエフスキー聖堂、海洋群病院周辺の建造物群、などがある。